# Jeff Beukeboom
Jeffrey Scott „Jeff“ Beukeboom (* 28. März 1965 in Ajax, Ontario) ist ein ehemaliger kanadischer Eishockeyspieler und -trainer sowie derzeitiger -scout, der im Verlauf seiner aktiven Karriere zwischen 1985 und 1999 unter anderem 903 Spiele für die Edmonton Oilers und New York Rangers in der National Hockey League auf der Position des Verteidigers bestritten hat. Während seiner 13 Spielzeiten in der NHL gewann Beukeboom insgesamt viermal den Stanley Cup – davon in den Jahren 1987, 1988 und 1990 dreimal mit den Edmonton Oilers sowie 1994 mit den New York Rangers.

## Karriere
Jeff Beukeboom begann seine Karriere als Eishockeyspieler bei den Newmarket Flyers, für die er in der Saison 1981/82 in der Ontario Junior Hockey League spielte. Anschließend stand er drei Jahre lang für die Sault Ste. Marie Greyhounds in der Ontario Hockey League auf dem Eis. In dieser Zeit wurde der Verteidiger im NHL Entry Draft 1983 in der ersten Runde als insgesamt 19. Spieler von den Edmonton Oilers ausgewählt. Sein Debüt in der National Hockey League für die Oilers gab Beukeboom in den Playoffs der Saison 1985/86. In den Jahren 1987, 1988 und 1990 gelang es dem Verteidiger und den Oilers innerhalb von vier Spielzeiten dreimal den prestigeträchtigen Stanley Cup zu gewinnen. Am 12. November 1991 wurde der Kanadier im Tausch für David Shaw an die New York Rangers abgegeben, mit denen er 1994 zum vierten Mal in seiner Karriere den Stanley Cup gewann. Aufgrund zahlreicher Gehirnerschütterungen beendete der Kanadier im Februar 1999 offiziell seine Karriere.  
Nach dem Ende seiner Karriere als Spieler arbeitete der Kanadier in der Saison 2003/04 als Assistenztrainer der Toronto Roadrunners in der American Hockey League. Weitere Stationen in derselben Funktion waren von 2008 bis 2012 die Barrie Colts und Sudbury Wolves aus der Ontario Hockey League, ehe der Kanadier zur Saison 2012/13 von den Connecticut Whale – abermals als Assistenztrainer – engagiert wurde. Nach der Rückbenennung des Team in Hartford Wolf Pack war er dort drei weitere Spielzeiten bis zum Sommer 2016 aktiv, ehe er zum Assistenztrainer der New York Rangers befördert wurde. Dort ist er seit dem Sommer 2017 als Scout tätig.

### International
Für Kanada nahm Jeff Beukeboom an der Junioren-Weltmeisterschaft 1985 teil, bei der er mit seiner Mannschaft Weltmeister wurde.

## Erfolge und Auszeichnungen
| - 1985 J.-Ross-Robertson-Cup-Gewinn mit den Sault Ste. Marie Greyhounds - 1985 OHL First All-Star Team - 1987 Stanley-Cup-Gewinn mit den Edmonton Oilers | - 1988 Stanley-Cup-Gewinn mit den Edmonton Oilers - 1990 Stanley-Cup-Gewinn mit den Edmonton Oilers - 1994 Stanley-Cup-Gewinn mit den New York Rangers |

### International
- 1985 Goldmedaille bei der Junioren-Weltmeisterschaft

## Karrierestatistik

### International
Vertrat Kanada bei:
- Junioren-Weltmeisterschaft 1985

(Legende zur Spielerstatistik: Sp oder GP = absolvierte Spiele; T oder G = erzielte Tore; V oder A = erzielte Assists; Pkt oder Pts = erzielte Scorerpunkte; SM oder PIM = erhaltene Strafminuten; +/− = Plus/Minus-Bilanz; PP = erzielte Überzahltore; SH = erzielte Unterzahltore; GW = erzielte Siegtore; 1 Play-downs/Relegation; Kursiv: Statistik nicht vollständig)